# Olyschiwka
Olyschiwka (ukrainisch Олишівка; russisch Олишевка Olischewka) ist eine Siedlung städtischen Typs in der ukrainischen Oblast Tschernihiw mit etwa 1900 Einwohnern (2019).
Die 1617 gegründete Siedlung besitzt seit 1967 den Status einer Siedlung städtischen Typs.
Olyschiwka liegt an der Smoljanka (Смолянка), einem 40 km langen Nebenfluss der Desna und an der Territorialstraße T–25–01 38 km südlich vom Oblastzentrum Tschernihiw.

## Verwaltungsgliederung
Am 3. Mai 2017 wurde die Siedlung zum Zentrum der neugegründeten Siedlungsgemeinde Olyschiwka (Олишівська селищна громада/Olyschiwska selyschtschna hromada). Zu dieser zählten auch die 2 Dörfer Korosten und Smoljanka, bis dahin bildete sie die gleichnamige Siedlungsratsgemeinde Olyschiwka (Олишівська селищна рада/Olyschiwska selyschtschna rada) im Süden des Rajons Tschernihiw.
Am 12. Juni 2020 kam noch die 3 in der untenstehenden Tabelle aufgelisteten Dörfer zum Gemeindegebiet.
Folgende Orte sind neben dem Hauptort Olyschiwka Teil der Gemeinde:
| Name                     | Name       | Name                         |
| ukrainisch transkribiert | ukrainisch | russisch                     |
| ------------------------ | ---------- | ---------------------------- |
| Korosten                 | Коростень  | Коростень                    |
| Seredynka                | Серединка  | Серединка (Seredinka)        |
| Sinoschazke              | Сіножацьке | Сеножатское (Senoschatskoje) |
| Smoljanka                | Смолянка   | Смолянка                     |
| Toptschijiwka            | Топчіївка  | Топчиевка (Toptschijewka)    |